# Michel-Richard Delalande

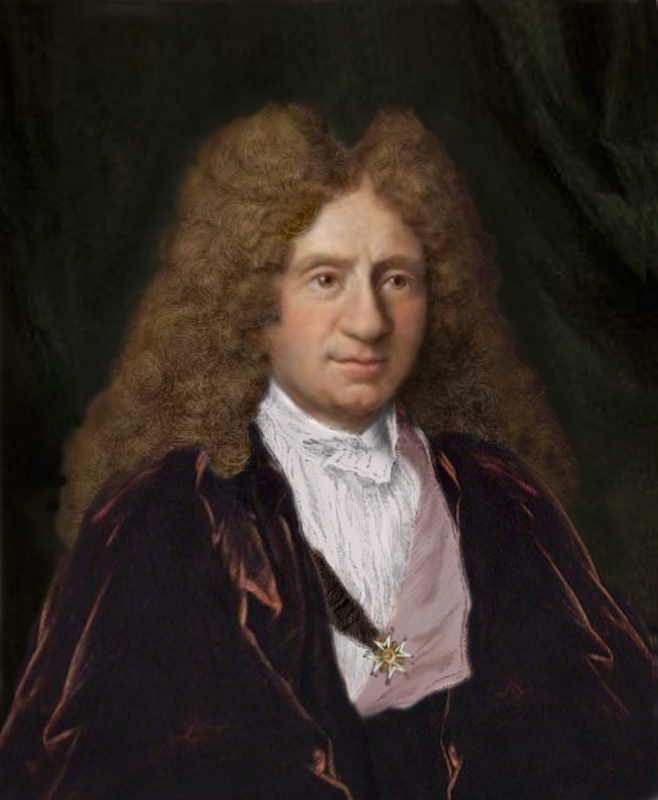
Delalande é retratado usando a insígnia da ordem de Saint-Michel, com a qual foi conferido em 1722, mas seus traços parecem muito como eram duas décadas antes

Michel Richard Delalande (também Lalande ou de Lalande, Paris, 15 de dezembro de 1657 — Versalhes, 18 de junho de 1726) foi um compositor e organista barroco francês a serviço do rei Luís XIV . Foi um dos mais importantes compositores de grandes motetos. Ele também escreveu suítes orquestrais conhecidas como Simphonies pour les Soupers du Roy e ballets.

## Biografia
Nasceu em Paris e foi contemporâneo de Jean-Baptiste Lully e François Couperin. Delalande ensinou música às filhas de Luís XIV da França e foi diretor da capela real francesa de 1714 até sua morte em Versalhes em 1726.
Delalande foi indiscutivelmente o maior compositor de grandes motetos franceses, um tipo de obra sagrada que agradava mais a Luís XIV por causa de sua pompa e grandeza, escrita para solistas, coro e orquestra comparativamente grande. Segundo a tradição, Luís XIV organizou um concurso entre compositores, dando-lhes o mesmo texto sagrado e tempo para compor o cenário musical. Só ele era o juiz. Delalande foi um dos quatro vencedores designados para compor música sacra para cada trimestre do ano (os outros compositores foram Coupillet, Collasse e Minoret) O trimestre de Delalande era o mais importante do ano por causa do feriado de Natal. Mais tarde, ele assumiu total responsabilidade pela música da igreja durante todo o ano. Por ocasião de sua morte, como não deixou missa própria, foi cantado o réquiem dos duques de Lorena, de 1656, de Charles d'Helfer.

## Trabalhos
Delalande deixou muitas versões de suas obras. Suas versões anteriores mostram aderência ao estilo barroco francês, mas as revisões posteriores incorporam mais linhas melismáticas italianas e maior atenção ao contraponto polifônico.
Além disso, existem pelo menos quatro coleções de suas obras, cada uma exibindo olhares diferentes sobre a obra do compositor vista pelas pessoas que montaram cada coleção.
A bolsa de estudos do trabalho de Delalande foi prejudicada por muitos anos devido a inconsistências na grafia de seu sobrenome: de Lalande, Lalande, la Lande, de la Lande e outros. A família escreveu o nome como 'Delalande'. Finalmente, em 2006, o definitivo "Catálogo Temático das Obras de Michel-Richard de Lalande (1657-1726)", do famoso musicólogo britânico Lionel Sawkins, foi publicado, com 752 páginas, contendo mais de 3 000 exemplos musicais e detalhes dos requisitos de execução e de todos materiais de origem, bem como com índices abrangentes e localizadores temáticos.
Vocal

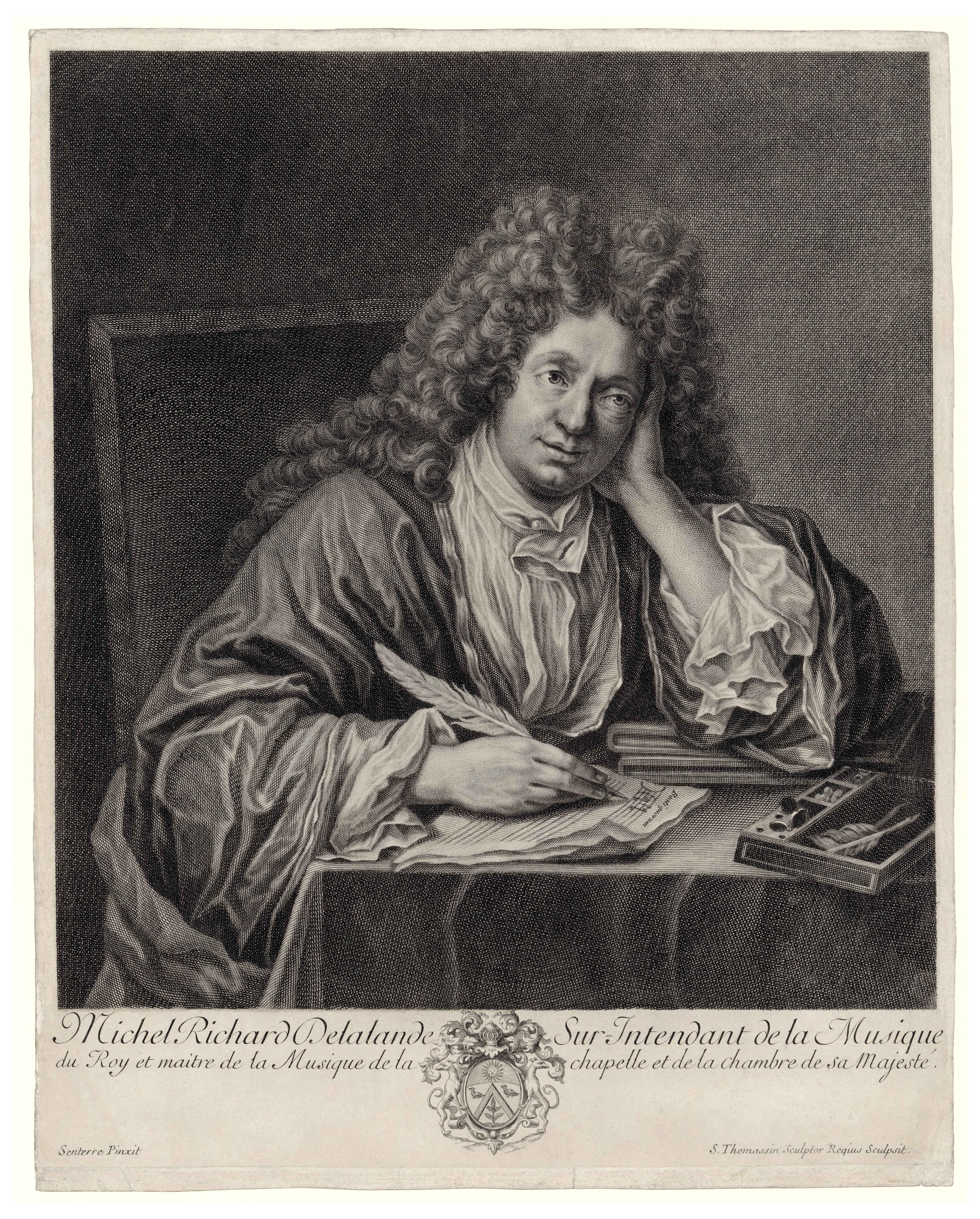
Michel Richard de Lalande, após pintura de Jean-Baptiste Santerre, gravura de Thomassin

- grands motets - configurações latinas de salmos, incluindo Te Deum de Lalande (1684).
- petits motets - configurações latinas mais curtas para alguns solistas vocais e instrumentais e continuo, incluindo élévations em um texto eucarístico cantado na elevação das hóstias da comunhão.

Instrumental Lalande foi um organista e cravista experiente, mas não deixou uma única nota musical para teclado.
- ritournelles - doze ritournelles substanciais para o livro de Airs italiens de François Fossard e André Danican Philidor (1695). Por exemplo, Lalande fornece um 31-bar-Ritournelle longo de dois violinos e contínuo compostas antes 'Giurai di não amar' uma ária de Domenico Freschi 's Olimpia vendicata de 1681.[3]

## Gravações selecionadas
- Sinfonias pour les soupers du Roy. Hugo Reyne (HMA)
- Les Folies de Cardenio. Christophe Coin (Laborie) - balé de corte, "As Insanidades de Cardenio", segundo Cervantes.
- Grands Motets : Te Deum, Confitebor, Super Flumina. Christie (HMA)
- Grands Motets : De Profundis, Miserere, Confitebor tibi. Higginbottom (Erato)
- Grands Motets : Dies Irae. Miserere. Herreweghe (HMC901352)
- Grands Motets : Beati quorum. Quam dilecta. Audite caeli. Schneebeli (Virgin) 2002
- Grands Motets : Deus noster refugium Ps.46. Exaltabo te Domine. Le Parlement de Musique. Martin Gester (Opus 111)
- Grands Motets : Regina coeli. De Profundis. Cantate Domino. Skidmore (ASV)
- Petits motets: Miserere à voix seule. Vanum est vobis. Gens, Piau, Christie (HMT)
- 3 Leçons de Ténèbres 1730. Desrochers (Astree)